# جامعة منح الأراضي
جامعة منح الأراضي (وتسمى أيضًا كلية منح الأراضي أو مؤسسة منح الأراضي) هي مؤسسة للتعليم العالي في الولايات المتحدة عينت من إحدى الولايات لتلقي فوائد قانوني موريل لعامي 1862 و1890،  أو مستفيدة بموجب قانون المساواة في وضع منح الأراضي التعليمية لعام 1994.  العدد الإجمالي لهذه المؤسسات هو 106 مؤسسات: 57 منها تندرج تحت قانون عام 1862، و19 تحت قانون عام 1890، و35 تحت قانون عام 1994.
مع غياب الجنوبيين أثناء الحرب الأهلية، أنشأ الجمهوريون في الكونغرس نظام تمويل من شأنه أن يسمح للولايات بتحديث أنظمتها التعليمية العليا الضعيفة. نص قانون موريل لعام 1862 على توفير أراض في الأجزاء الغربية من أمريكا الشمالية باعتها الولايات لتمويل الكليات والجامعات الجديدة أو القائمة. وقد حدد القانون مهمة هذه المؤسسات: التركيز على تدريس الزراعة العملية، والعلوم، والعلوم العسكرية، والهندسة - على الرغم من "عدم استبعاد الدراسات العلمية والكلاسيكية الأخرى".   كانت هذه المهمة مختلفة عن الممارسة التاريخية للكليات التي كانت مناهجها تعتمد بشكل كبير على اللاتينية واليونانية والرياضيات.
ساهم قانون موريل بسرعة في تحفيز إنشاء كليات حكومية جديدة وتوسيع المؤسسات القائمة لتشمل هذه التفويضات الجديدة. بحلول عام 1914، اكتسبت الكليات والجامعات التي حازت منح الأراضي في كل ولاية دعما سياسيا فقامت بتوسيع نطاق تعريف المناهج الجامعية لتشمل الأبحاث المتقدمة والتوعية في جميع أنحاء الولاية. أنشأ قانون هاتش الفيدرالي لعام 1887 محطة تجارب زراعية في كل كلية لإجراء الأبحاث المتعلقة باحتياجات تحسين الزراعة بالإضافة إلى نظام إرشادي لنشر المعلومات للمزارعين الراغبين في الابتكار. بحلول عام 1917، قام الكونغرس بتمويل تدريس المواد الزراعية في المدارس الثانوية العامة الجديدة التي افتتحت. أدى قانون موريل الثاني لعام 1890 إلى توسيع التمويل الفيدرالي لكليات منح الأراضي وتمويل تأسيس كليات جديدة لمنح الأراضي للأميركيين من أصل أفريقي؛ أصبحت هذه المؤسسات الآن من بين جامعات وكليات السود التاريخية في البلاد (HBCUs). أدى التوسع الذي حدث عام 1994 إلى منح العديد من الكليات والجامعات التابعة للقبائل الأصلية وضع منح الأراضي وما ترتب عليها من مزايا.  وكانت أغلب المدارس الحكومية مختلطة التعليم، بل إنها كانت رائدة في هذا الإصلاح. تمت إضافة قسم جديد وهو الاقتصاد المنزلي. ومع ذلك، حضر عدد قليل نسبيًا من النساء وكن يحصلن على مكانة من الدرجة الثانية.
وفي نهاية المطاف، أصبحت معظم جامعات منح الأراضي جامعات عمومية كبيرة تمولها الولاية وتوفر مجموعة كاملة من الفرص التعليمية والبحثية. أصبحت الغالبية العظمى من مؤسسات منح الأراضي الآن مؤسسات عمومية؛ بلغ عددها أكثر من 100 مؤسسة. عدد الجامعات الخاصة التي حصلت على منح الأراضي أقل من عشر جامعات،  أشهرها جامعة كورنيل ومعهد ماساتشوستس للتكنولوجيا وجامعة توسكيجي. 

جامعات المنح الأرضية